# Embajadores
Embajadores is een wijk (barrios) in het centrum district Centro in de Spaanse hoofdstad Madrid.